# Scrophularia californica
Scrophularia californica är en flenörtsväxtart som beskrevs av Adelbert von Chamisso och Schlecht.. Scrophularia californica ingår i släktet flenörter, och familjen flenörtsväxter.

## Underarter
Arten delas in i följande underarter:
- S. c. californica
- S. c. floribunda